# Hydroglyphus licenti
Hydroglyphus licenti là một loài bọ cánh cứng trong họ Bọ nước. Loài này được Feng miêu tả khoa học năm 1936.